# Catedral de Santa María (Diyarbakır)
La catedral de Santa María o simplemente catedral católica caldea de Diyarbakır (en turco: Mary'nin Katedrali) es el nombre que recibe un templo de la Iglesia católica que sigue el rito caldeo o siriaco oriental y se encuentra ubicada en Archeveche Chaldeen, Hamalbasi Caddesi 20, Galatasaray, 34435 Beyoglu en la ciudad de Diyarbakır en la provincia del mismo nombre y en la parte sureste del país euroasiático de Turquía, en una región con una importante población kurda.
La catedral es la iglesia principal de la archieparquía de Diyarbakır (Archieparchia Amidensis Chaldaeorum) que surge como eparquía en 1553 en el pontificado del papa Paulo IV y cuyo último obispo tuvo que abandonar el lugar en 1915, es restaurada en 1966 con su estatus actual mediante la bula Chaldaici ritus del papa Pablo VI.
Actualmemente es sede vacante.